# St. Arbogast (Haslach im Kinzigtal)

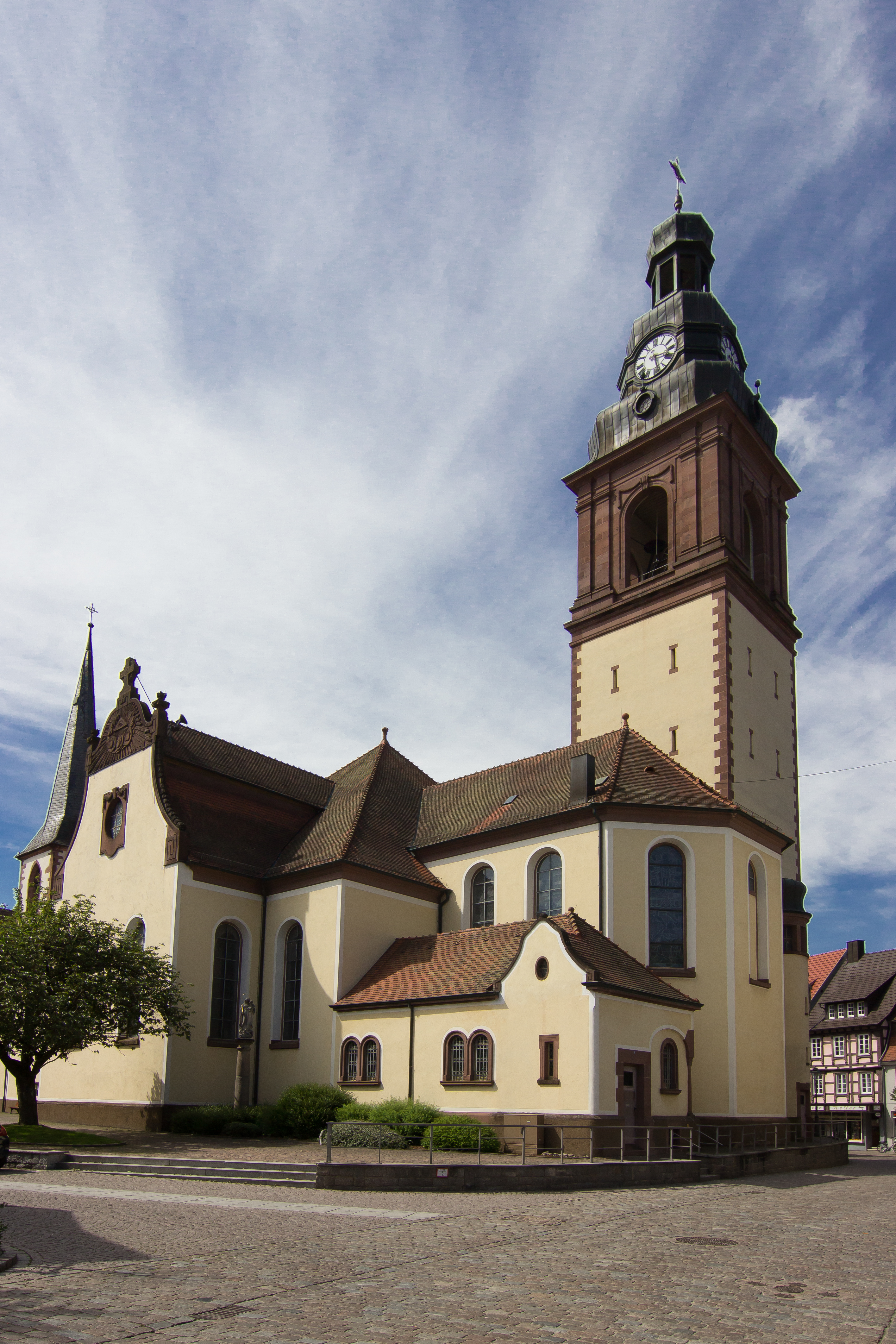
St. Arbogast in der Altstadt mit dem neubarocken Turm

St. Arbogast ist die römisch-katholische Pfarrkirche von Haslach im Kinzigtal. Die Pfarrgemeinde gehört seit der Dekanatsreform am 1. Januar 2008 zum Dekanat Offenburg-Kinzigtal und gehört zudem zur Seelsorgeeinheit St. Ursula Katholische Kirchengemeinde und betreut zusätzlich die Filialkirchen St. Josef im Stadtteil Bollenbach sowie Maria Königin im Stadtteil Schnellingen. Das Kirchengebäude vereinigt gotische, frühklassizistische und neoklassizistische Teile.

## Geschichte
Das Arbogast-Patrozinium lässt auf frühe Einflüsse aus Straßburg schließen, war der 618 gestorbene Heilige doch Bischof von Straßburg. Ein romanisches Tympanon (siehe unten) bezeugt eine Kirche im 12. Jahrhundert. Jedoch wird St. Arbogast erst 1328 schriftlich erwähnt. Damals verkauften die Herren von Geroldseck ihre Rechte an der Kirche an die Fürsten zu Fürstenberg. Die Einführung des evangelischen Bekenntnisses 1542 durch Graf Wilhelm von Fürstenberg (1491–1549) blieb Episode. Schon unter seinem Bruder Friedrich II. von Fürstenberg (1496–1559) wurde der katholische Glaube wieder eingeführt. Für die Seelsorge wichtig wurde der Bau eines Kapuzinerklosters in Haslach ab 1630.

## Baugeschichte
Um 1481 wurde die romanische Kirche durch eine spätgotische Hallenkirche mit einem Chor mit 3/8tel-Schluss ersetzt. Am erhaltenen Westturm ist die Jahreszahl auf einer von Stabwerk umrahmten Platte eingemeißelt.

Historisches
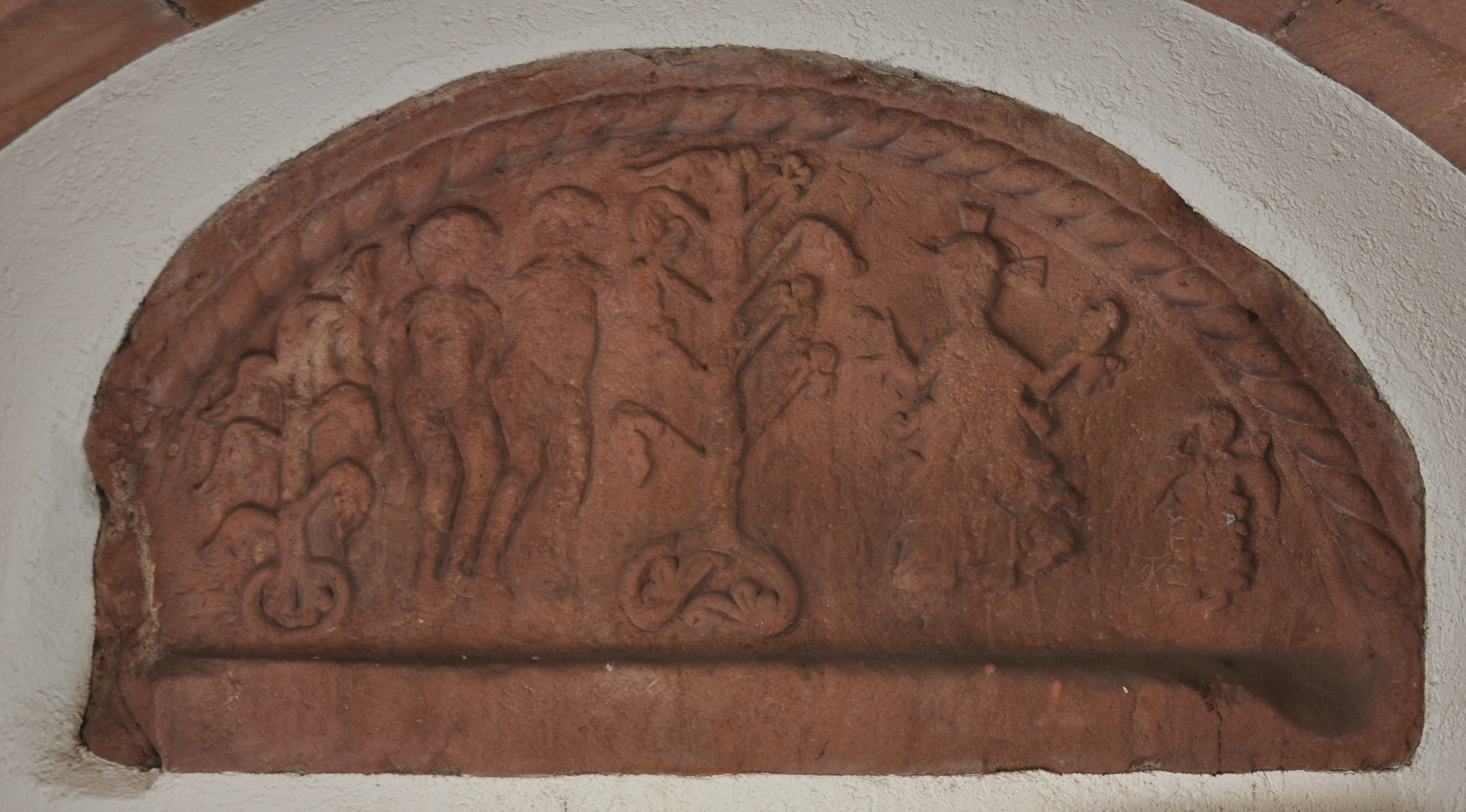
Romanisches Tympanon 12. Jahrhundert
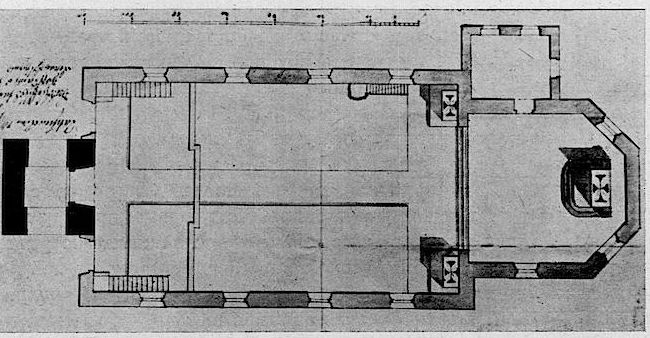
Grundriss Salzmanns 1780
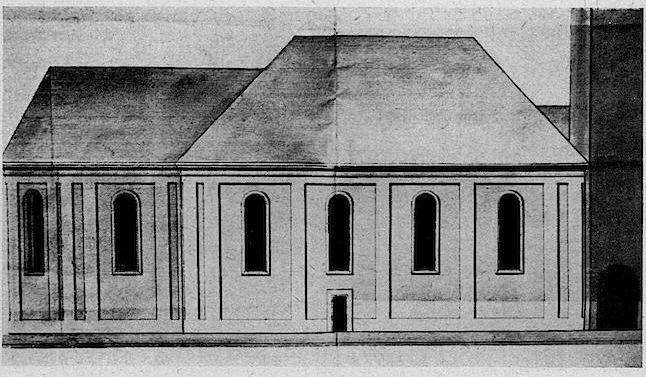
Aufriss Salzmanns 1780
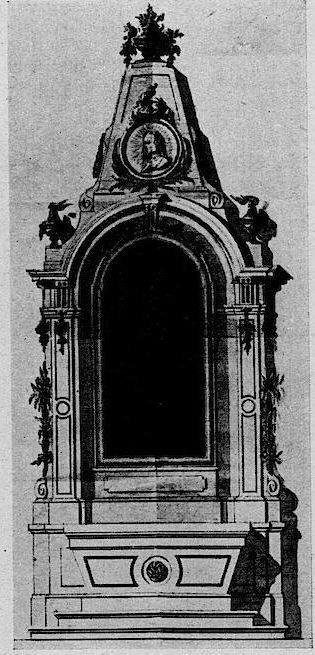
Skizze Meisburgers für einen Seitenaltar 1782
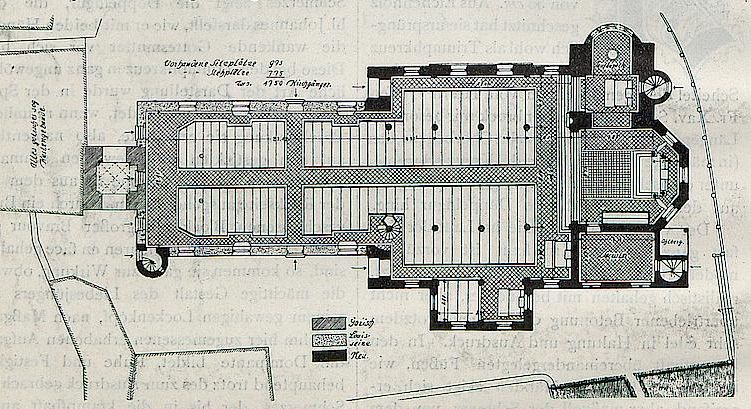
Grundriss Schroths 1908

Im Januar 1779 – Pfarrer war Franz Schaller (1715–1789) – schildert ein Bericht die Kirche als „am Dach als Bühnewerck so ruinos und vermodert, daß es besonders in dem Chor auf den Altar herunter regnet, und zu befürchten stehet, daß die Bühne herabfalle, und den Priester auf dem Altar totschlage“. Der fürstenbergische Baudirektor Franz Joseph Salzmann gutachtete, die Kirche könne zwar „mit vielen Kosten wiederum auf eine gute Zeit repariert werden, allein bleibt es doch immerhin ein zu tief in dem Boden stehendes, unschickliches, unkommodes und irregulares Gebäu. Ich wäre des ohnmaßgeblichen Dafürhaltens, daß man auf die Herstellung einer ganz neuen Kirchen antragen sollte“. Im Jahr darauf legte Salzmann einen Plan und ein Angebot für 3960 Gulden vor. Er bekam gegen Konkurrenten den Zuschlag mit der Auflage, die alten Altäre, Kanzel und Bänke sorgfältig abzubrechen und zur Wiederverwendung zu verwahren. Der gotische Turm wurde beibehalten und daran ein Schiff von vier Fensterachsen und ein Chor mit wiederum 3/8tel-Schluss angesetzt. Im Herbst 1781 konnte der zwischenzeitlich ins Kapuzinerkloster verlegte Gottesdienst in der neuen Kirche aufgenommen werden.
Die Stuckierung übertrug man Johann Joseph Meisburger aus Freiburg im Breisgau. Die aus der alten Kirche übernommenen Altäre empfand man bald als unbrauchbar. Für die beiden Seitenaltäre griff man 1782 den Vorschlag Meisburgers – „der in allhiesiger Pfarrkirchen die Stokkatorarbeit mit vollkommener Approbation verfertiget“ – auf, seine für die Kartause Freiburg geschaffenen Altäre zu übernehmen, die nach der Aufhebung der Kartause überflüssig geworden waren. Sie wurden mit neuen Altarblättern von Johannes Herrmann ausgestattet. Einen neuen Hochaltar bekam die Kirche erst 1792. Sein Meister ist unbekannt.
Als der Freiburger Konservator Max Wingenroth (1872–1922) 1908 im Kreis Offenburg-Band der von Franz Xaver Kraus begonnenen Reihe „Die Kunstdenkmäler des Grossherzogthums Baden“ die Salzmann-Kirche und ihre Ausstattung lobte, war sie bereits fundamental verändert. 1898 hatte Pfarrer Franz Ignaz Albrecht (1863–1934) über „fürchterliches Gedränge“ beim Gottesdienst geklagt. Für 2000 Katholiken standen nur 360 Sitzplätze zur Verfügung. Dass es zur Vergrößerung kam, war in erster Linie den Geschwistern Grieshaber zu verdanken, Philippine (1838–1913), Marie (1842–1913) und Josephine (1848–1918), die 1905 100.000 Mark und später weitere „gewaltige Summen“ spendeten. Ihr Vater, Franz Michael Grieshaber (1838–1913), hatte an der Badischen Revolution teilgenommen und war 1850 wegen Hochverrats zu einer hohen Zuchthausstrafe verurteilt worden. Er flüchtete nach Angers in Frankreich und ließ später die Kinder nachkommen. Bei der Beerdigung ihrer Mutter in Haslach 1902 lernten die Geschwister Pfarrer Albrecht kennen. Sie sind wie der Vater in Angers gestorben. Architekt der Erweiterung war Johannes Schroth, der Leiter des Erzbischöflichen Bauamts in Karlsruhe. Er erweiterte um dieselbe Zeit ähnlich die barocke Pfarrkirche St. Maria in Bühl-Kappelwindeck. 1906 wurden in Haslach die Fundamente gelegt, 1907 wurde die Kirche konsekriert. In den Jahren 1955 und 1956 wurde sie renoviert.

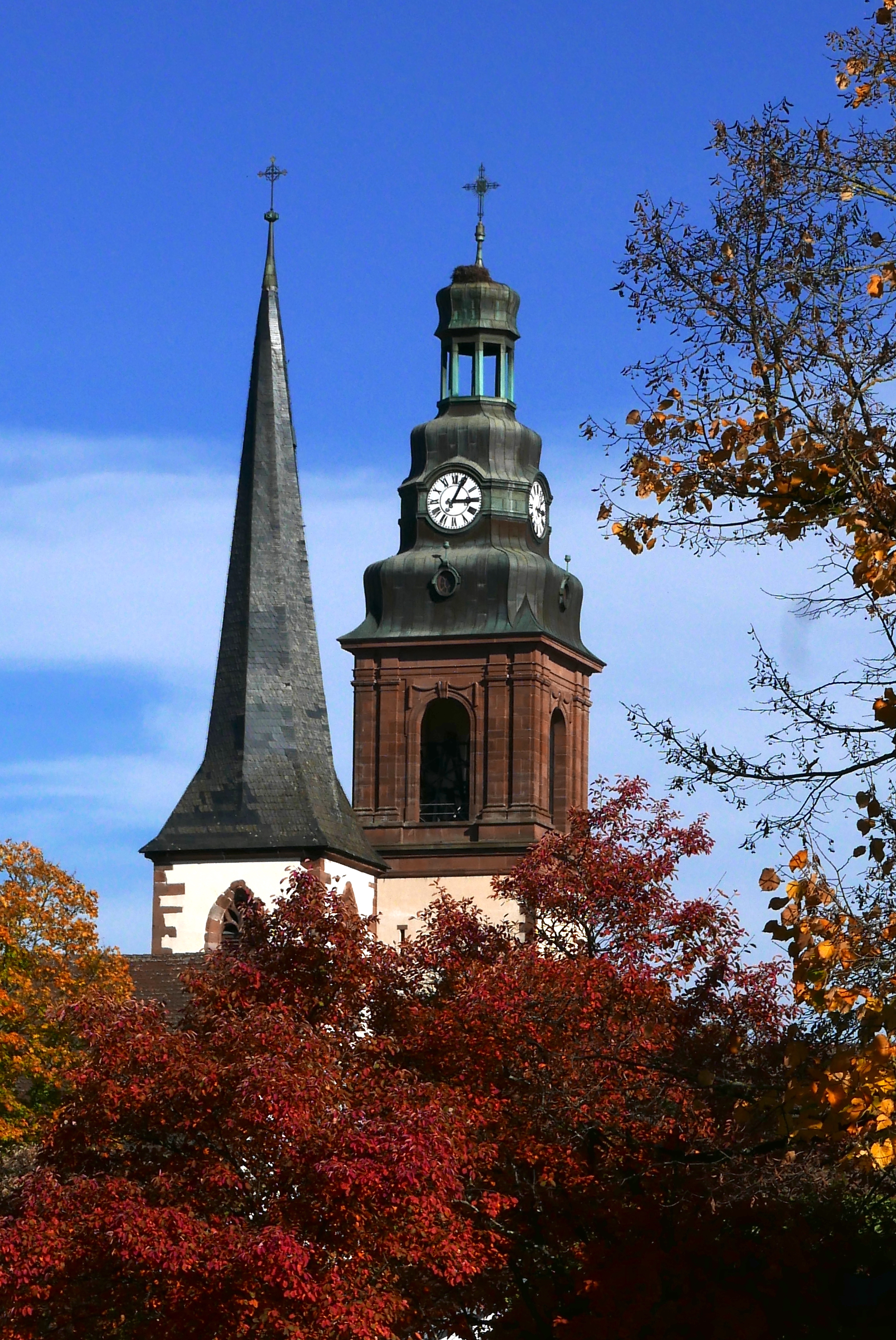
Die Kirche mit beiden Türmen

## Gebäude

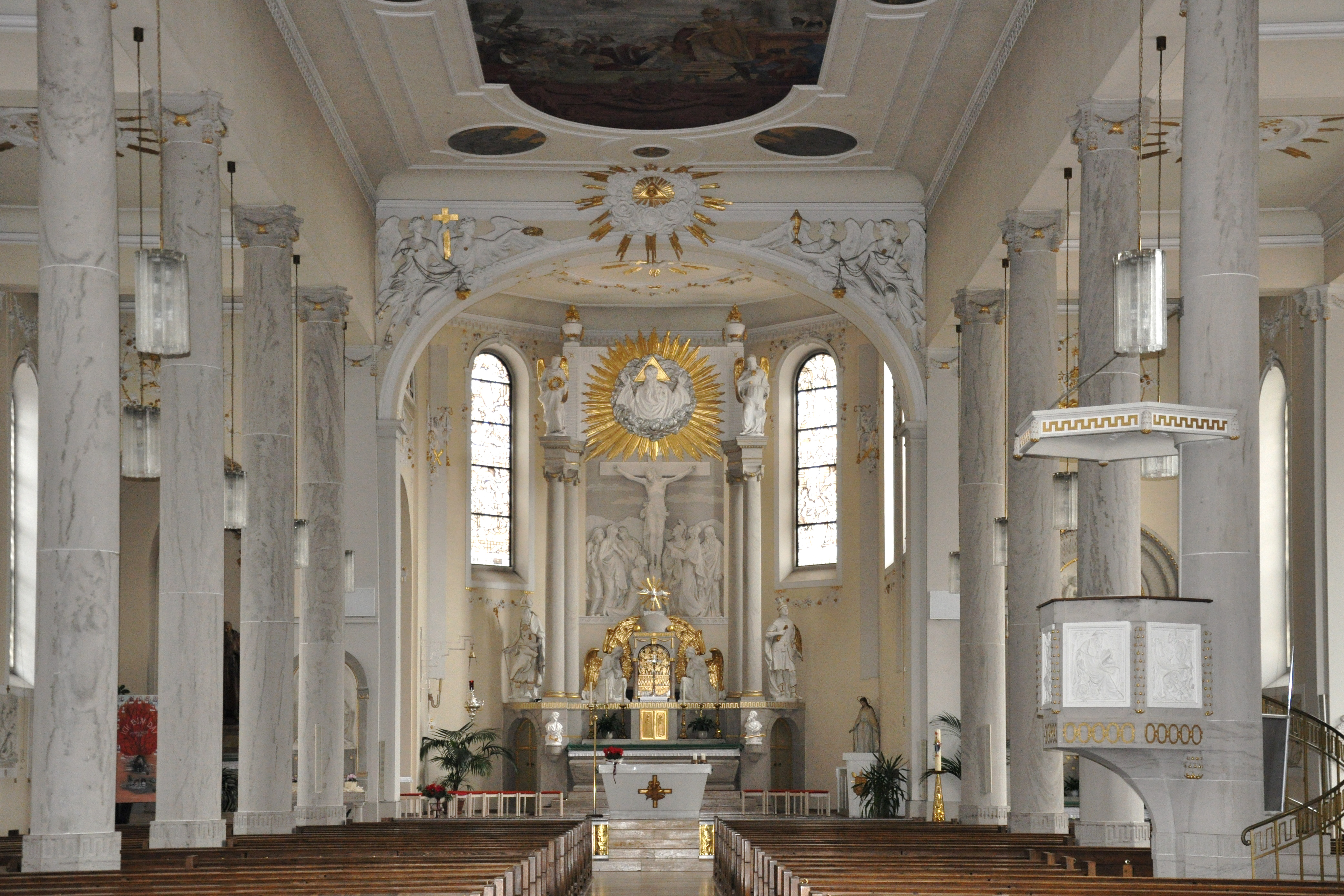
Blick zum Chor

Schroth behielt den gotischen Westturm und Salzmanns frühklassizistisches Langhaus bei und brach Salzmanns Chor ab. An dessen Stelle traten der Erweiterungsbau, der nach außen als Querschiff mit geschweiften Giebeln in Erscheinung tritt, und ein neuer, den Salzmannschen nachahmender Chor. Im Winkel zwischen dem Erweiterungsbau und der Nordseite des neuen Chores errichtete Schroth einen wuchtigen zusätzlichen Turm, Wahrzeichen der Stadt, mit quadratischem Untergeschoss, von großen Rundbogenfenstern mit Zopfdekoration durchbrochenem Glockengeschoss, doppelter „welscher Haube“ und einer Laterne mit Kreuz darauf. Unten bildet der Westturm eine offene netzgewölbte Halle. In der westlichen Innenseite ist das romanische Tympanon eingemauert, eine Darstellung des Sündenfalls (Gen 3 ) mit dem Baum der Erkenntnis, Adam und Eva und Gottvater.
Beim Eintritt wirkt Salzmanns schmales einschiffiges Langhaus wie das Entree zu Schroths tempelartiger Erweiterung, einer quadratischen Halle aus drei Schiffen mit hohen, schlanken Säulen aus weißem, marmoriertem Sandstein, kräftigem Gebälk und flacher Decke. In der Verlängerung des nördlichen Seitenschiffs öffnet sich im neuen Turm eine Kapelle.

## Ausstattung

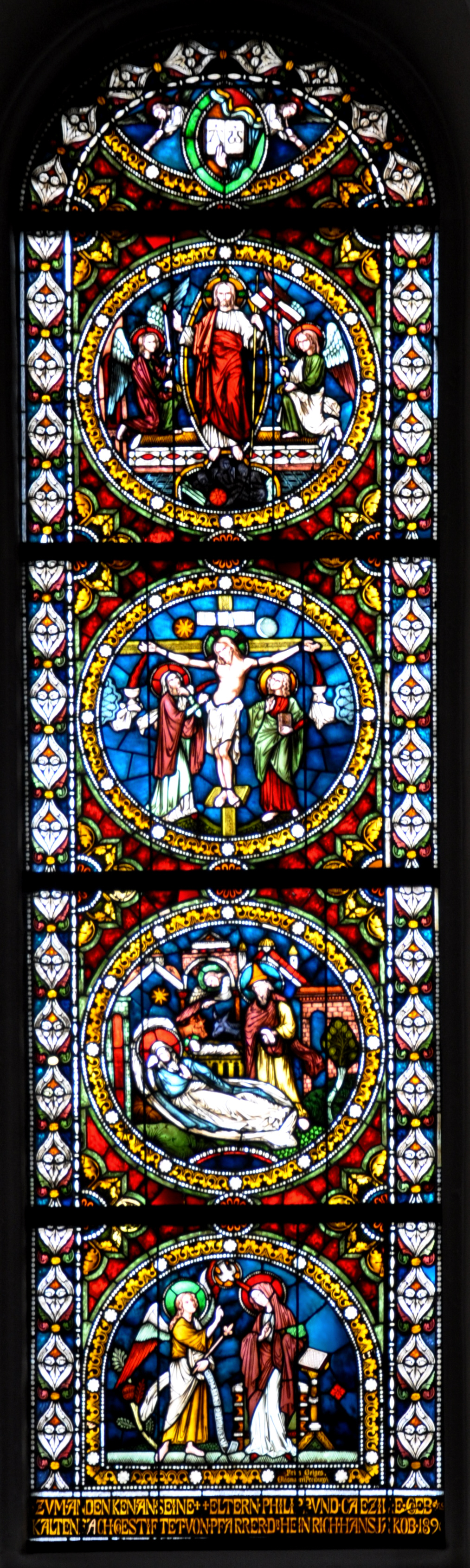
Christusfenster von Fritz Geiges

Im Inneren überwiegen Weiß-, Grau- und Goldtöne. Die Fenster sind aus farblosem Klarglas, mit vier Ausnahmen.
Für das Kirchenschiff stiftete der aus Haslach stammende Pfarrer, Schriftsteller und Politiker Heinrich Hansjakob zwei neuromanische Buntglasfenster, in der Nordwand ein Marienfenster, signiert „Helmle & Merzweiler 1893“, in der Südwand ein Christusfenster, signiert „Fritz Geiges Glasmalerei Freiburg“ und mit der Widmung „ZUM ANDENKEN AN SEINE + + ELTERN PHILIPP UND CAEZILIE GEB. KALTENBACH GESTIFTET VON PFARRER DR. HEINRICH HANSJAKOB 1893“. Es zeigt die Verkündigung an Maria, Geburt, Kreuzigung, Himmelfahrt und – für Christus als Weltrichter – Alpha und Omega zwischen posaunenblasenden Engeln.
Die zwei Fenster neben dem Hochaltar sind in Grisaille gehalten.

### Stuckaturen und Deckengemälde

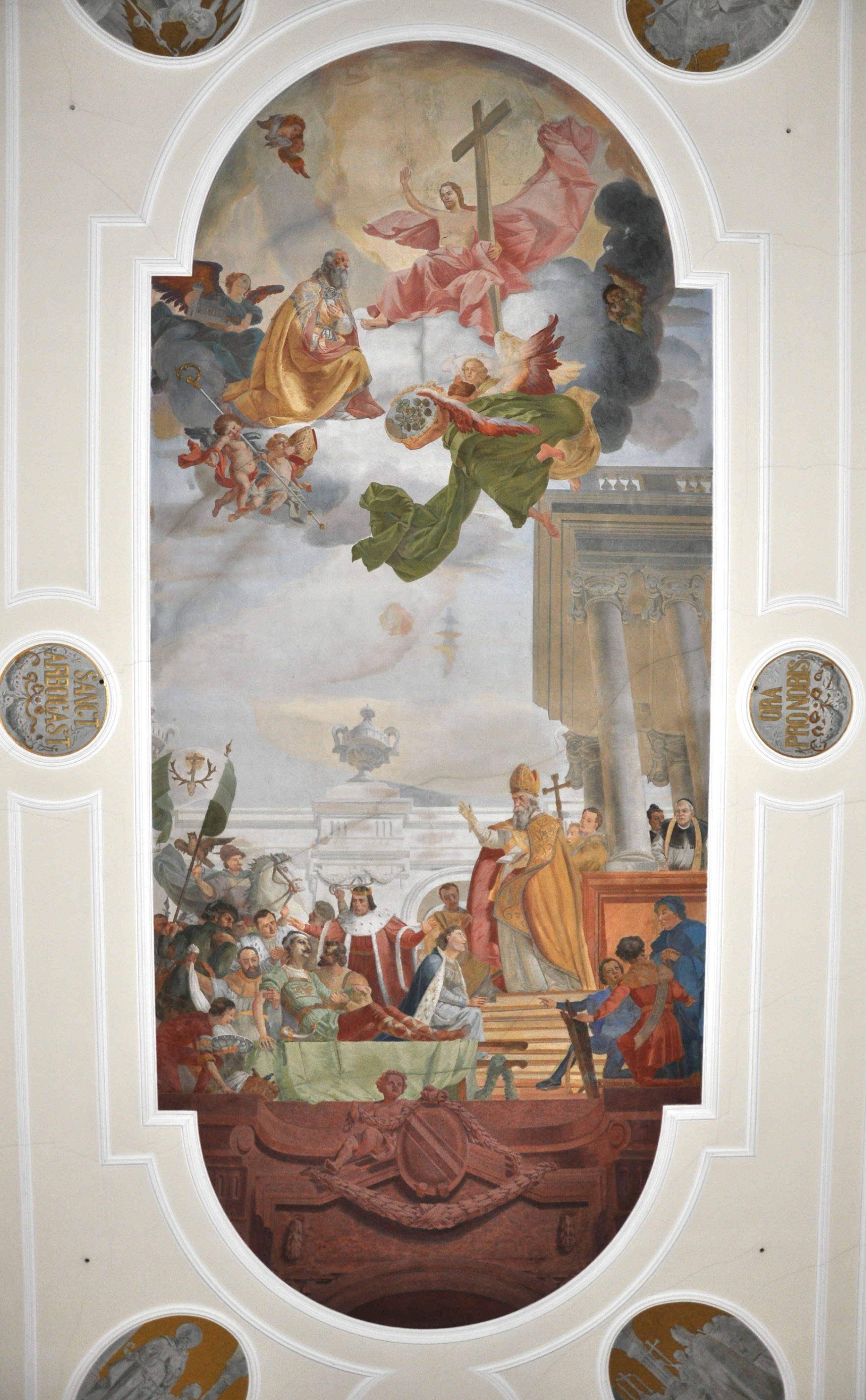
Deckengemälde der Erweiterungshalle

Das Programm der frühklassizistischen Stuckierung dürfte Pfarrer Franz Schaller entworfen haben. Im Hauptfeld der Decke des alten Langhauses symbolisieren Kreuz, Anker und Kelch – vor Wolken, von einem Blumenkranz umgeben und Strahlen aussendend – Glaube, Hoffnung und Liebe. Die drei Engelsköpfchen dazwischen werden Joseph Hörr zugeschrieben, mit dem Meisburger auch sonst zusammenarbeitete. Über der Orgel symbolisieren zuckende Blitze über der schlangenumwundenen Erdkugel, Eule, Flammenschwert und Geißel die Verdammung der Bösen. Entgegengesetzt zum Chor hin symbolisieren die Sonne über dem Himmlischen Jerusalem, die Erdkugel mit einer Mauerkrone, Palmzweig, Ölzweig und Blütenkranz die Belohnung der Guten.
Die Stuckierung der Erweiterungshalle und des neuen Chors schuf 1907 nach Ideen von Pfarrer Franz Ignaz Albrecht und in sorgfältiger Anpassung an Meisburgers Stil Wilhelm Füglister (1861–1921). Am Triumphbogen blickt zwischen anbetenden Engeln nach Meisburgers Vorbild das Auge der Vorsehung auf die Gemeinde. An der Chordecke weisen Krone, Zepter, Kreuz und eine Taube, Strahlen aussendend und von einem Blütenkranz umgeben, auf die Heiligste Dreifaltigkeit hin.
An die Decke der Erweiterungshalle malte Kaspar Schleibner Szenen aus dem Leben des heiligen Arbogast. Unten im Hauptfeld holt Arbogast den von einem Eber getöteten Sohn König Dagoberts II. ins Leben zurück, worauf Dagobert ihn reich beschenkt. Zwischen den Säulen des Bischofspalasts sind Heinrich Hansjakob und hinter ihm Pfarrer Albrecht porträtiert. Oben wird Arbogast in den Himmel aufgenommen. Das Haslacher Stadtwappen zu seinen Füßen bittet um Gottes Gnade.

### Altäre

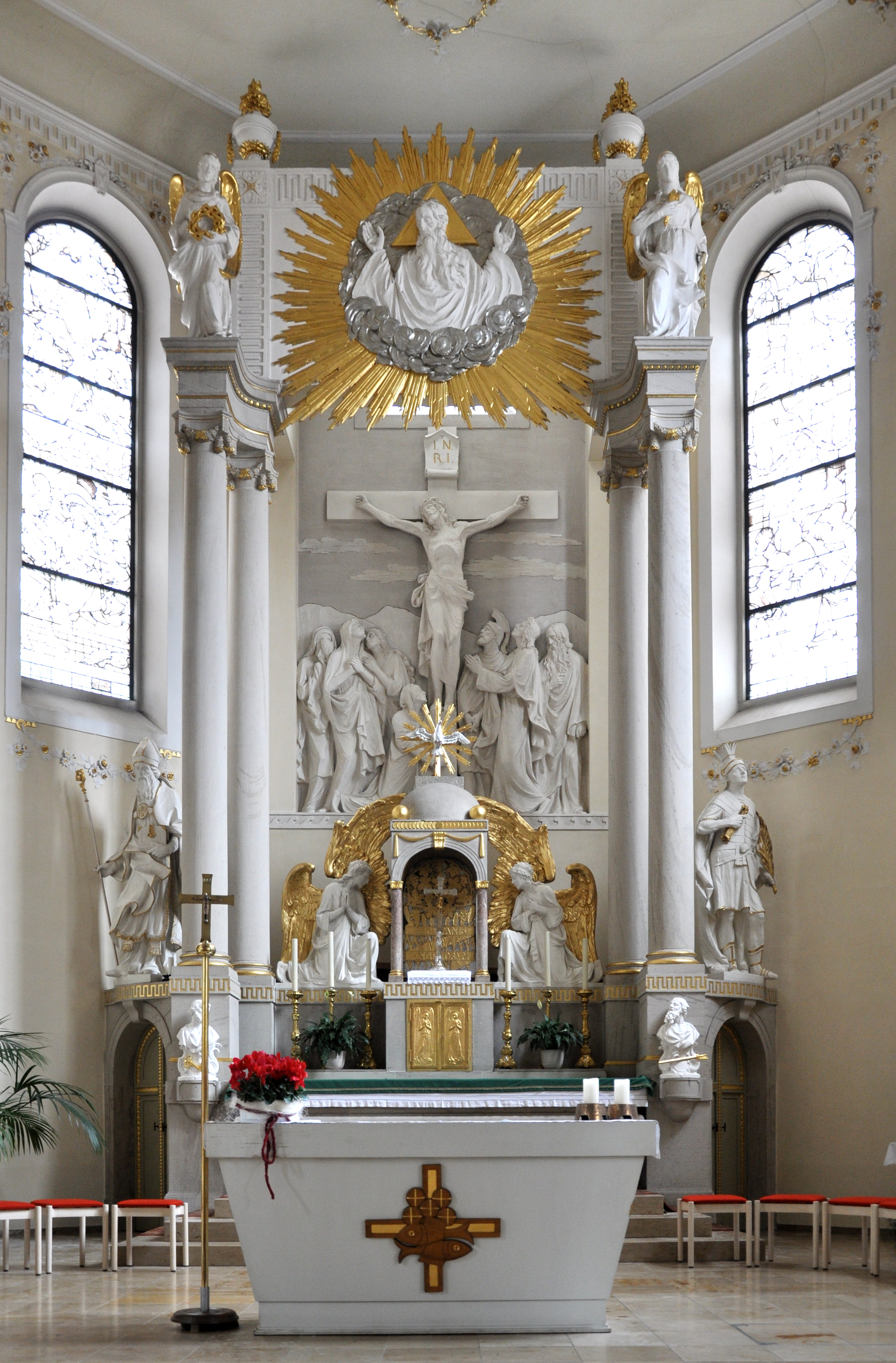
Hochaltar

Künstler des aus weißem Sandstein und Hartstuck modellierten Hochaltars ist August Schädler. Zwischen jederseits zwei gekoppelten, zu den oben erwähnten Grisaillefenstern überleitenden Säulen mit Zopfstil-Kapitellen ordnete er übereinander Gottvater, Christus am Kreuz und die Taube als Symbol des Heiligen Geistes an. Auf den kurvigen Gebälkstücken tragen Engel die Leidenswerkzeuge. Anbetende Engel rahmen den Tabernakel. Über Türen zu einem Umgang um den Altar platzierte Schädler links Arbogast, rechts den heiligen Sebastian. Auf Konsolen unterhalb der Säulen stehen Büsten des Petrus mit dem Schlüssel und des Paulus mit dem Schwert, „erstklassige Rokokoarbeiten“ von Franz Xaver Biheler (1726–1787).
Die Seitenaltäre, rechts Marienaltar mit der Rosenkranzspende an die heiligen Dominikus und Katharina von Siena, links Josefsaltar mit der Vermählung von Maria und Josef, fertigte der Offenburger Bildhauer Peter Valentin (1877–1962) aus weißem Sandstein und Kalkstein. Sie sind „von makelloser Schönheit, Ruhe und zartem Fluß der Gewänder geprägt“.

### Sonstiges

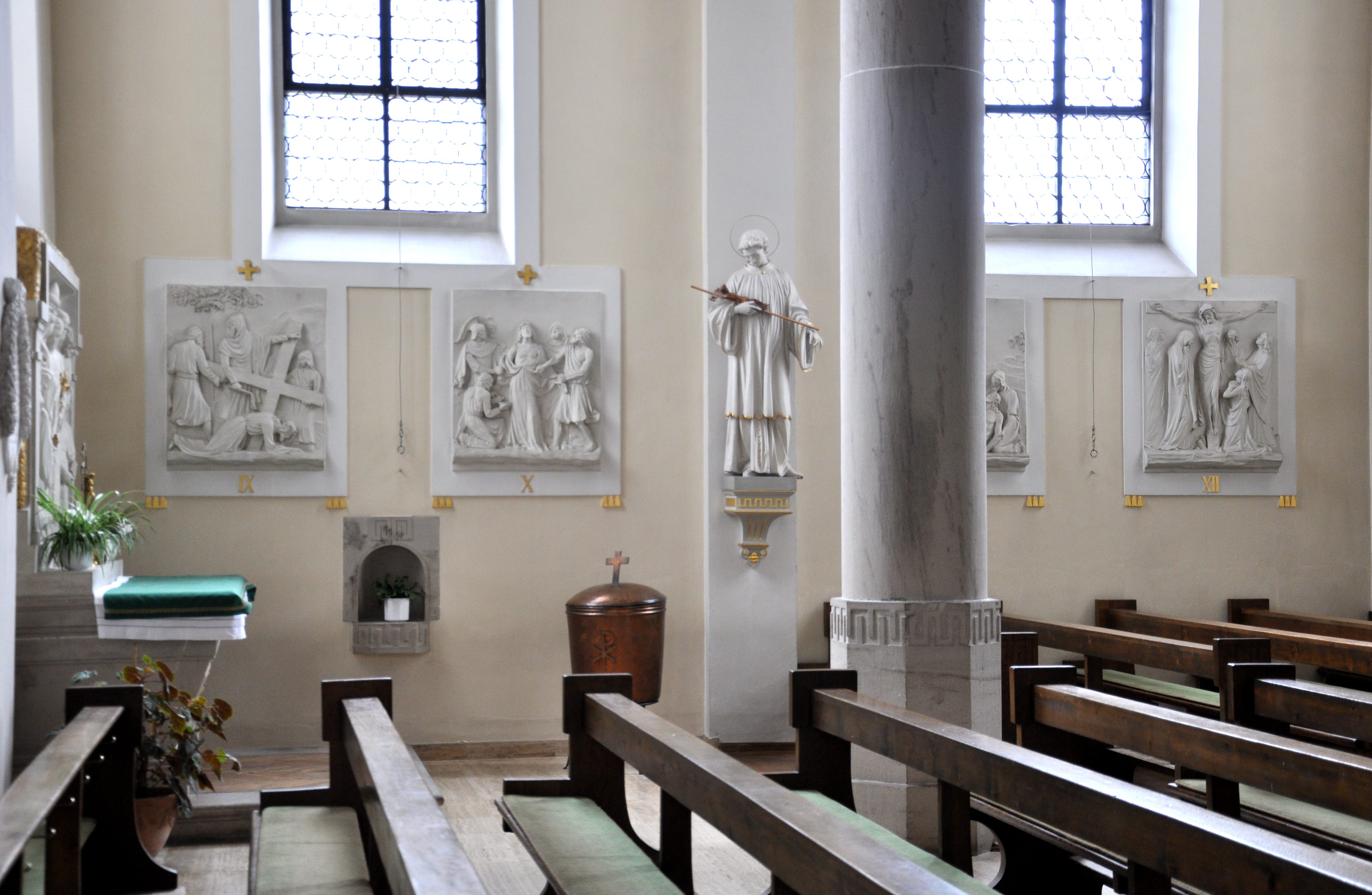
Kreuzweg

Von August Schädler stammen der an die Wände stuckierte Kreuzweg und die steinerne Kanzel mit Stuckreliefs der vier Kirchenväter Papst Gregor I. mit einer Taube, Ambrosius mit einem Bienenkorb, Hieronymus mit seinem Löwen und Augustinus mit einem brennenden Herzen.

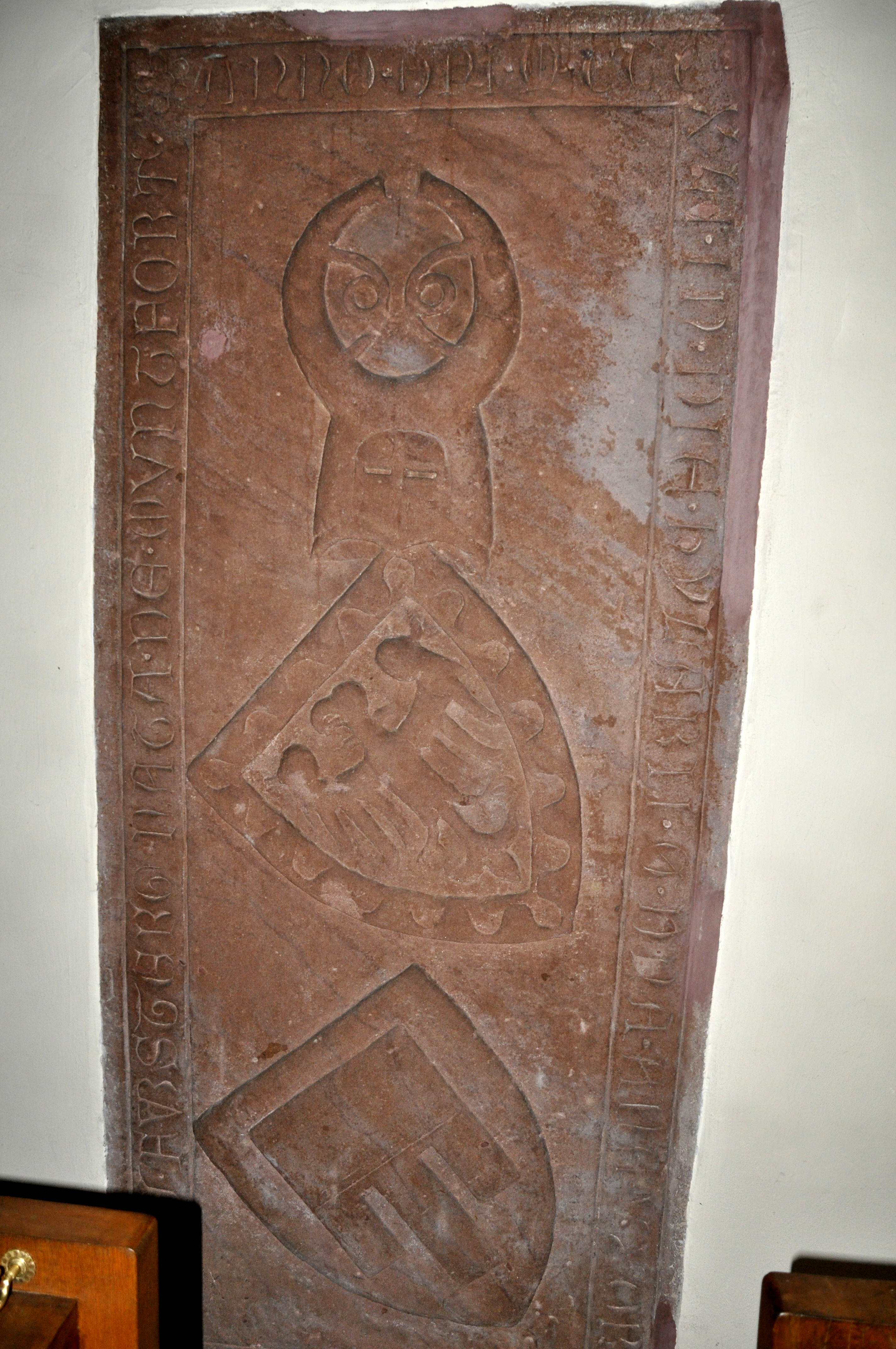
Grabmal der Anna von Fürstenberg
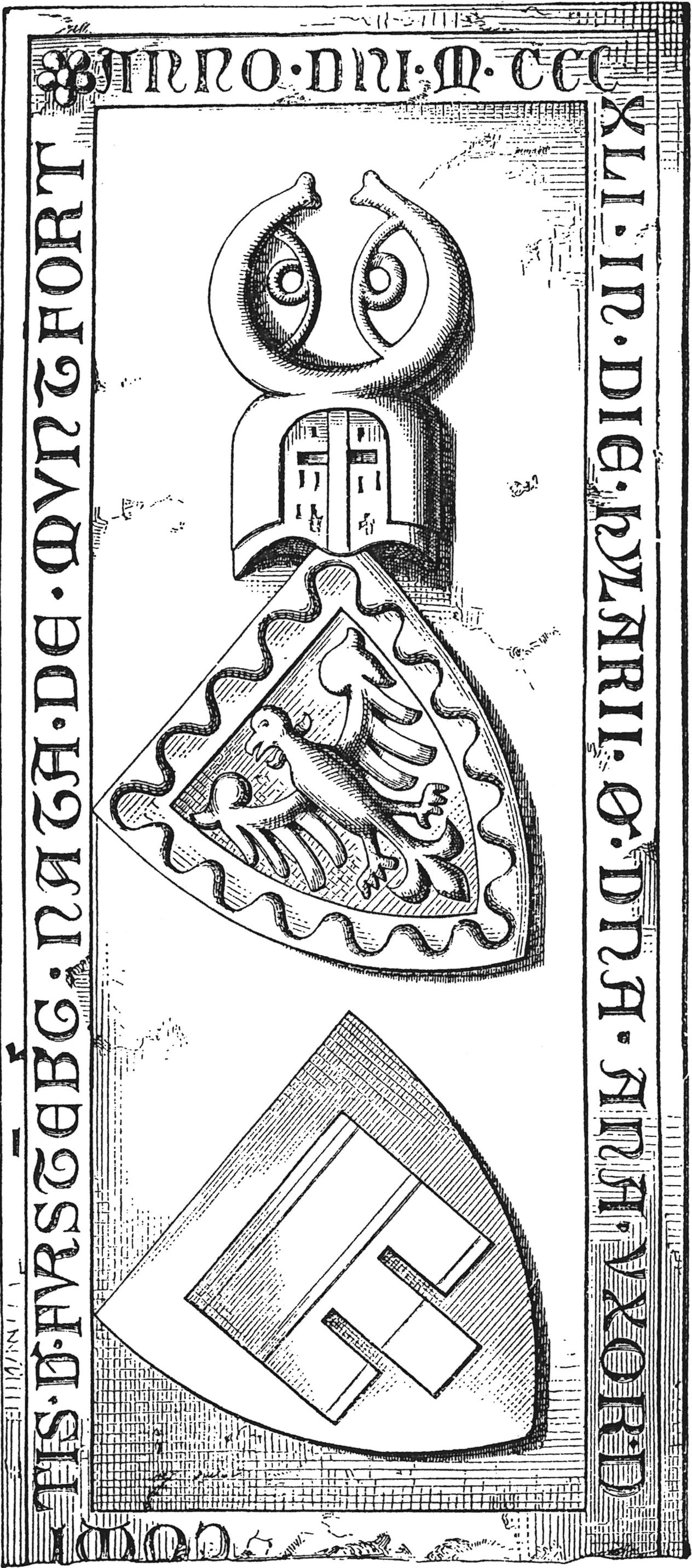
Abzeichnung
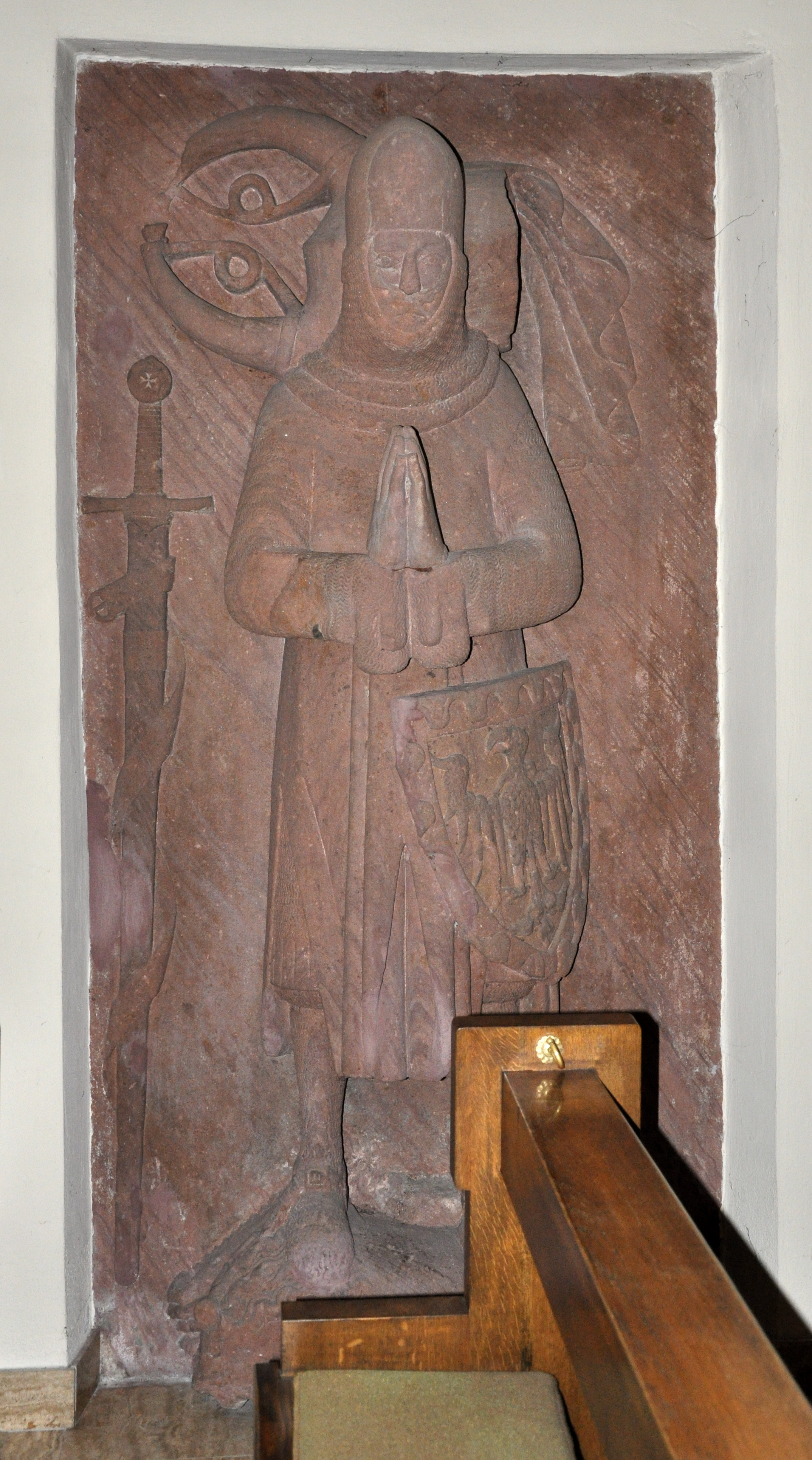
Grabmal vermutlich des Götz von Fürstenberg
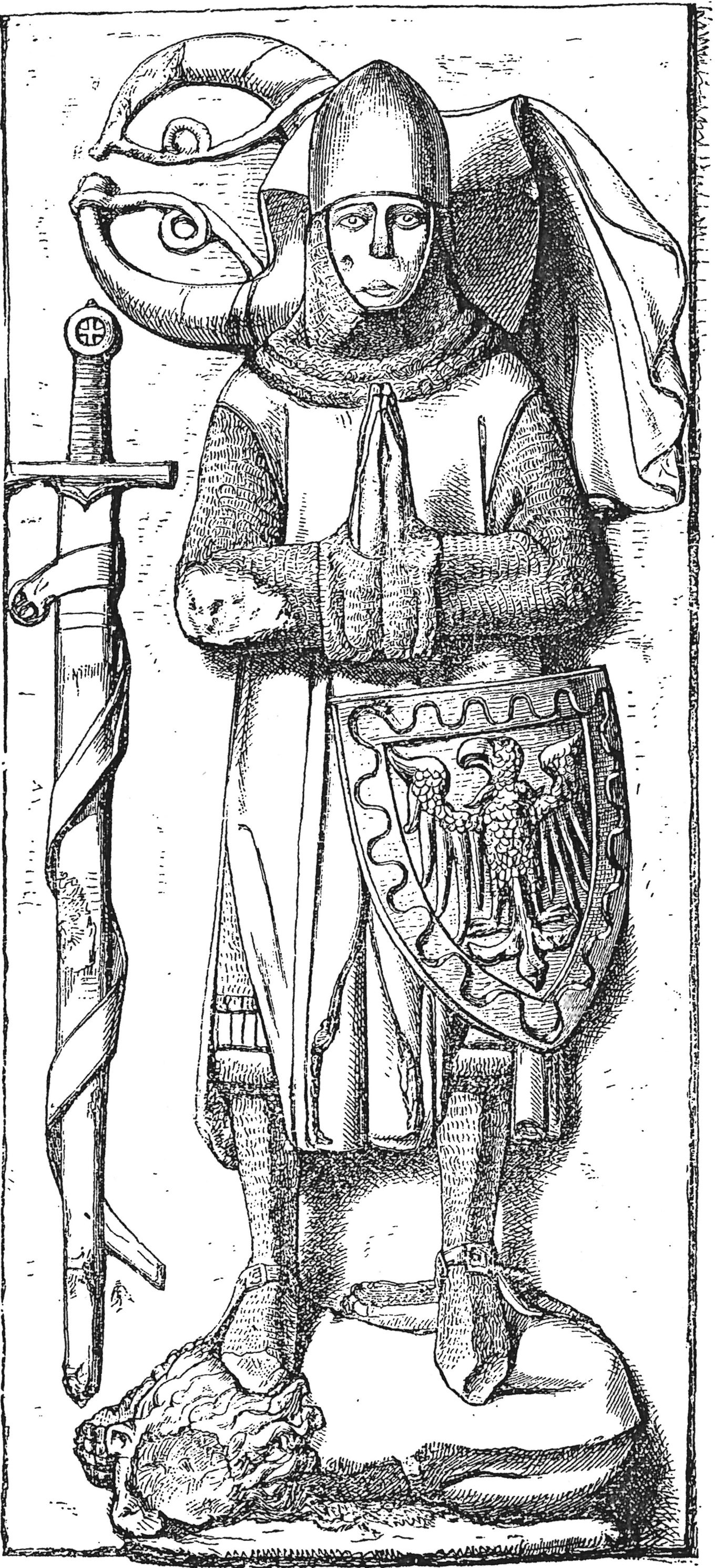
Abzeichnung

Unter den Grabsteinen ragen zwei hervor. Einer wurde 1802 aus der Freiburger Dominikanerkirche hierher überführt. Die Inschrift nennt die 1341 Verstorbene „Anna, Gattin eines Grafen Fürstenberg und geborene Montfort“. Über den Wappen von Montfort und Fürstenberg ist ein Helm mit Büffelhörnern eingemeißelt. Der andere Grabstein zeigt den Verstorbenen lebensgroß, betend, ganz in Harnisch, die Füße auf einem Löwen, den Fürstenberg-Wappenschild an seiner linken Seite, den mit einer Eisenhaube bedeckten Kopf auf einem Helm ruhend, der wiederum Büffelhörner trägt. Eine Schrift fehlt. Man vermutet, es könnte sich um den Gatten der Anna handeln, Götz von Fürstenberg, geboren 1317, gestorben 1341, im selben Jahr wie seine Frau. Die Büffelhörner könnten ein unterscheidendes Merkmal der Haslacher Fürstenberg-Linie sein. Der „steinerne Mann von Hasle“ steht in Kopie im Germanischen Nationalmuseum in Nürnberg.

### Orgel
Meisburger dekorierte die geschwungene Brüstung der Orgelempore mit Musikinstrumenten, Palmwedeln, Lorbeerzweigen sowie Cäcilia- und König-David-Medaillons. Bis in die Einzelheiten ähnlich hatte er schon früher die Orgelempore der Pfarrkirche St. Peter in Endingen am Kaiserstuhl geschmückt. Ebenfalls noch aus dem Salzmann-Bau stammt das Orgelgehäuse eines unbekannten Meisters mit den Figuren des harfespielenden Königs David und zweier assistierender musizierender Engel.
Die Orgel zu diesem Gehäuse wurde 1783 von Joseph Martin und dessen Schwiegersohn Anton Hechinger gebaut. Sie hatte vermutlich 26 Register auf zwei Manualen und Pedal. Rudolf Kiene fertigte 1914 ein neues Instrument im alten Gehäuse an. Auch die heutige Orgel von Mönch & Prachtel, die mit einem Konzert von Hans Musch am 8. Mai 1983 eingeweiht wurde, fand im historischen Gehäuse Platz. Sie hat 39 Register auf zwei Manualen und Pedal.

## Glocken
Im „neuen“ Kirchturm von 1906/07 hängt ein fünfstimmiges Glockengeläut aus Bronze, das 1954 von Friedrich Wilhelm Schilling aus Heidelberg gegossen wurde.
| Glocke | Durchmesser | Gewicht | Schlagton |
| ------ | ----------- | ------- | --------- |
| 1      | 1630 mm     | 2545 kg | h°-2      |
| 2      | 1347 mm     | 1420 kg | d’±0      |
| 3      | 1196 mm     | 1007 kg | e’-2      |
| 4      | 1054 mm     | 0683 kg | fis’-2    |
| 5      | 0890 mm     | 0399 kg | a’±0      |

Eine historische sechste Glocke mit Namen Susanna hängt im gotischen Westturm. Lange Zeit war diese Glocke aus dem Jahr 1492 in Vergessenheit geraten. Bei einer Glockenprüfung 2011 war man auf diese Glocke in relativ gutem Zustand wieder aufmerksam geworden, eine anonyme Spende ermöglichte die Restaurierung. Seit Oktober 2012 läutet die Glocke wieder, vorwiegend solistisch als Sterbeglocke, aber auch zusammen mit den anderen Glocken aus dem neueren Turm. Die Aufschrift auf dem Glockenmantel lautet: »O rex glorie criste veni cum pace (O König der Herrlichkeit, Christus, komme mit Frieden) in dem ior do man zalt MCCCCLXXXXII (1492) ior ward ich gegossen im namen gotts«. Ihr Gewicht wird mit 16 Zentner angegeben, der Schlagtom ist g‘-6.

## Würdigung
Wingenroth schrieb zum frühklassizistischen Bau, die Stuckdecke besitze wenige, aber gefällige Stuckornamente. „Ebensolche auch an den Wänden der Kirche, feine Frucht- und Blattgehänge an den Lisenen, die das Langhaus gliedern, auch eine Anzahl Symbole, sowie feine Girlanden über den Rundbogenfenstern. <...> Die Orgel mit reicherer Rocailleschnitzerei.“ Johannes Schroth äußerte nach getanem Werk, der Standpunkt, man müsse der Stilreinheit eines Bauwerks wegen dieses Stils nicht Angehörendes beseitigen, sei „Gott sei Dank“ endlich überwunden, „freilich nur über aufgehäufte Trümmer aus geopferten lebensfrohen Architekturen“. Alle historischen Stilepochen seien zum Dienst an der Kirche berechtigt, „sofern sie eben wirkliche Kunst darzubieten vermögen“. Nach Brommer hat Schroth versucht, „möglichst viel vom vorhandenen wertvollen Baubestand in sein Projekt miteinzubeziehen und dadurch zu erhalten. Was er zwischen gotischem Westturm, frühklassizistischem Langhaus und dem in wuchtigen Louis-XVI-Formen aufgeführten Turmneubau entstehen ließ, verstand er geglückt zu einem einheitlichen Ganzen zu verschmelzen.“ Auch die Louis-XVI-Stuckaturen Meisburgers, „die den milden Glanz der vergehenden Barockzeit in die Haslacher Kirche brachten“, verdienten besondere Beachtung.